# Washington, New Hampshire
Washington är en kommun (town) i Sullivan County i delstaten New Hampshire, USA med 1 123 invånare (2010). 